# Archanes

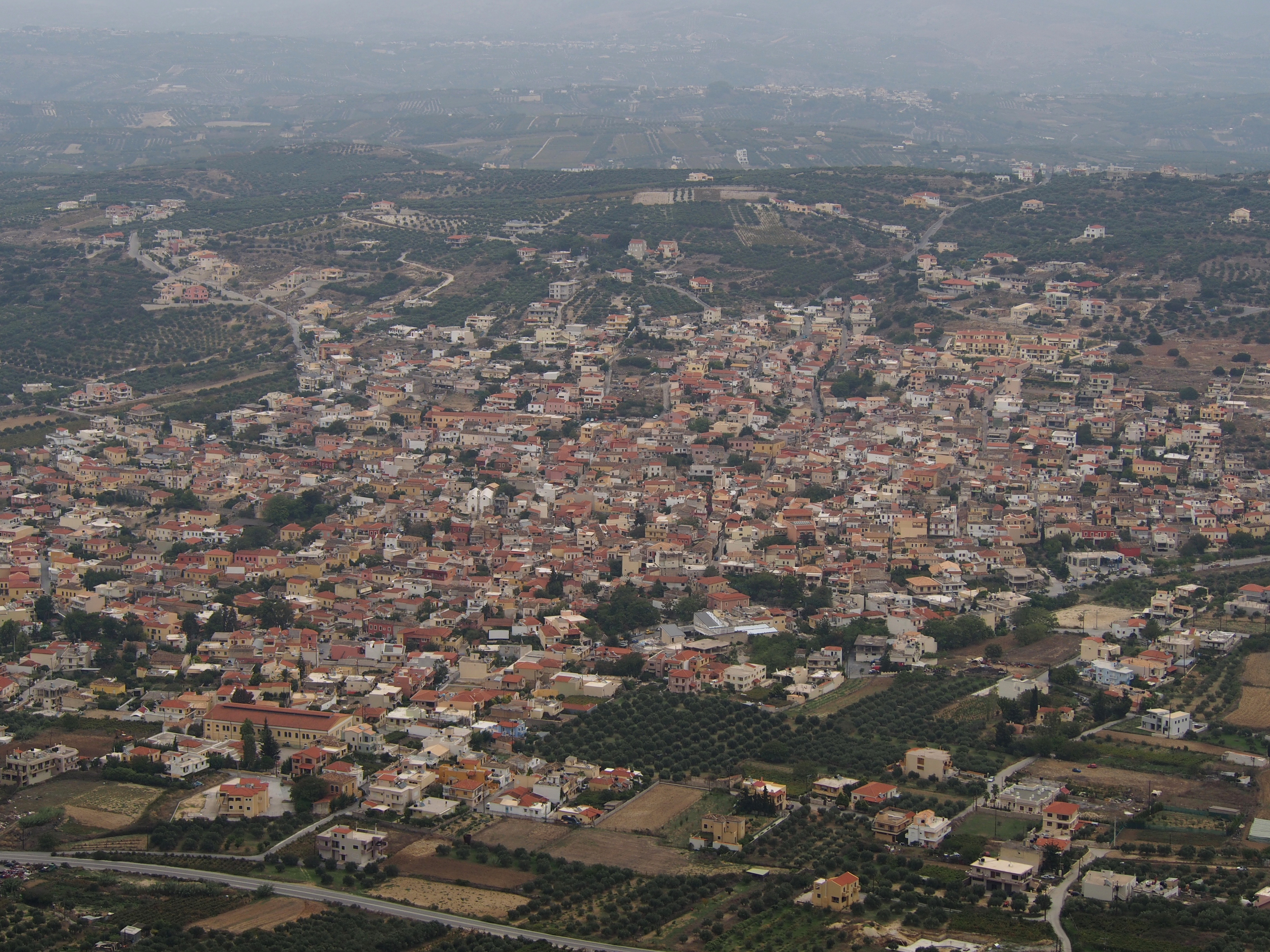
Vista de l'Archanes moderna

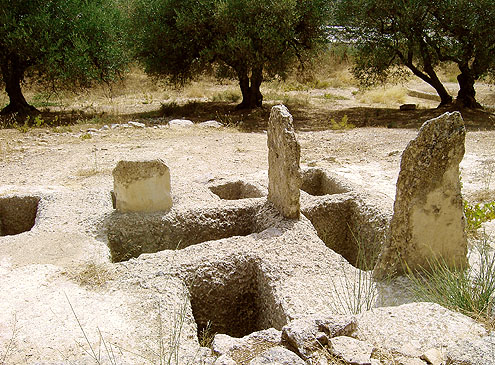
Unes de les tombes de Fourni

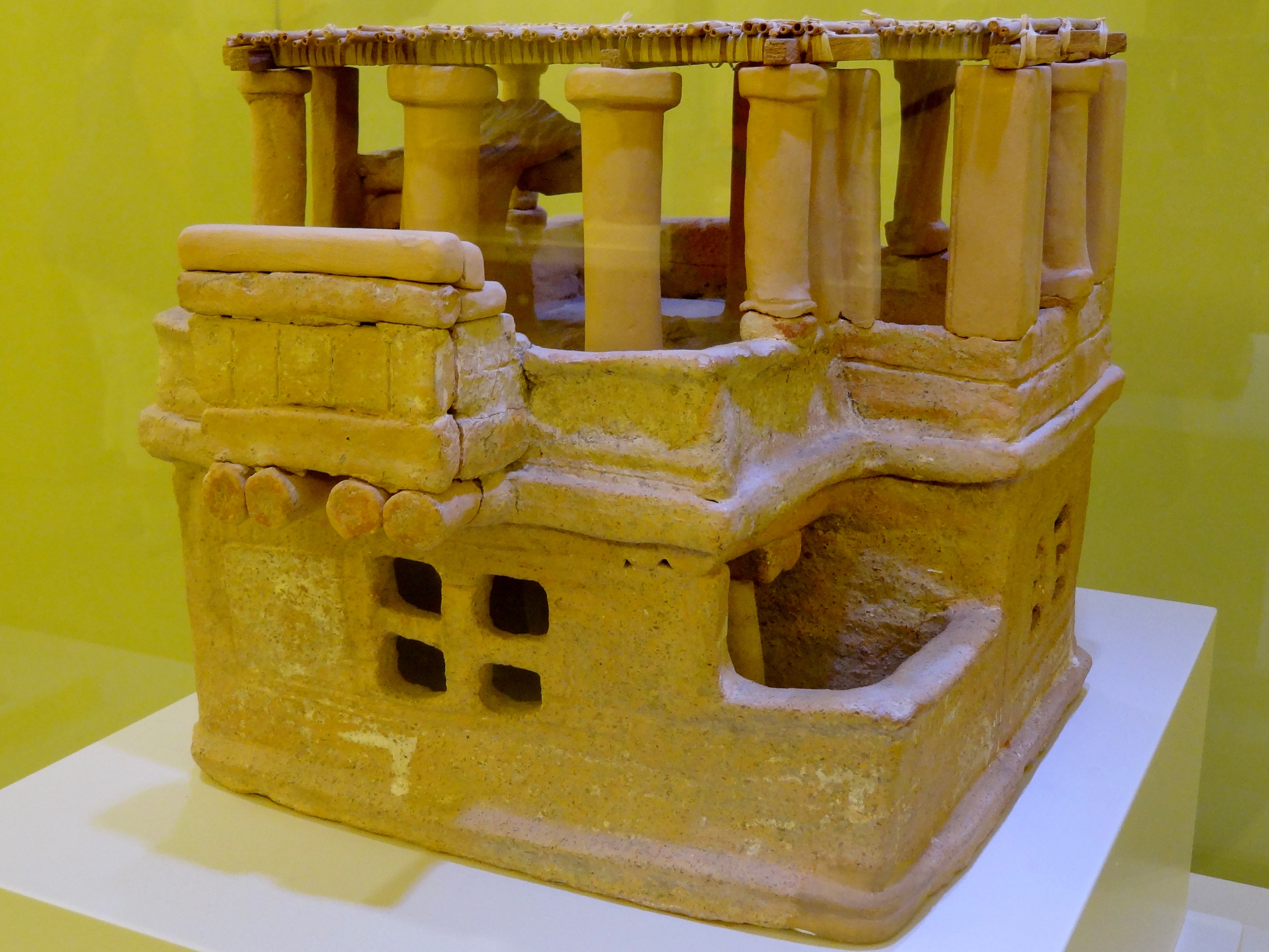
Maqueta d'una casa trobada a Archanes. S. XVI o XVII aC. Museu Arqueològic d'Iraklio (Creta)

Archanes és un municipi de la prefectura d'Iràklio, a pocs quilòmetres al sud de Cnossos, a la zona central de l'illa de Creta. Al costat d'Archanes hi ha la necròpolis de Furní (o Phourni), lloc d'enterrament de la gent de l'època. Tota la zona es considera un jaciment arqueològic, ja que es tracta d'un antic assentament minoic.
L'excavació del lloc de Phourni o Pournis ha descobert 26 edificis, normalment d'ús funerari. Es creu que el cementiri fou usat des del 2400 fins al 1200 aC. Cada complex es compon de diferents fases; els edificis funeraris foren usats per molt de temps i contenen successius enterraments.
Les principals edificacions funeràries són:
- El recinte d'enterrament minoic, a la part nord, que té set tombes del segle xiv aC; els períbols són rectangulars i les tombes també rectangulars, són excavades a la roca; en cada un dels forats es troba un larnax (sarcòfag); les ofrenes presenten varietat de riquesa i objectes.

- La tomba (tolos) A, del segle xiv aC, que té un dromos, un tolos i una cambra al costat, i conté un sencer enterrament reial dins un ric sarcòfag amb riques ofrenes com ara collars i anells d'or, objectes de bronze i gots d'ivori.

- La tomba (tolos) B, construïda al segle XXI aC i usada fins al segle xiv aC, que té un total de 12 cambres (es van afegir parts al llarg dels segles) amb el tolos al centre.

- La tomba (tolos) C, construïda al segle XXIII aC i usada fins al segle XXI aC, fou construïda al subsòl i té entrada per la part oriental. Té com a particularitat una finestra a la part sud. Alguns enterraments es van fer amb sarcòfag i d'altres directament sobre la terra.

- La tomba (tolos) D, és la tomba d'una dona sens dubte d'una alta posició; és del segle xiv aC i està tallada a la roca. El cos de la dona es va col·locar en una caixa de fusta.

- La tomba (tolos) E, és probablement la tomba més antiga de Pourni, probablement vers el 2400 aC i es va usar fins al 2300 aC i després es va reutilitzar des del 2100 al 2000 aC. Fou construïda al subsòl amb entrada per l'est, i té nombroses ofrenes.

- L'edifici 4 (o edifici secular) enllaça la part central i oriental del cementiri; és una estructura rectangular, construïda a diferents nivells, en dues parts separades; correspon al període 1550 a 1500 aC i fou usat segurament per a la preparació dels enterraments.

- L'edifici funerari 3 és un edifici quadrat i simètric, molt ben construït i conservat, que conté importants ofrenes. Fou usat entre el 2000 i el 1400 aC.

- L'edifici funerari 6 és una ossera amb sis cambres paral·leles, construïda abans del 2000 aC. Els depòsits procedeixen de les tombes properes i estan formats per ossos i ofrenes.

- L'edifici funerari 19 és l'única estructura funerària absidal de Creta i fou usada entre el segle XXI i el segle xix aC. Les parets que rodegen l'àpside són gruixudes, segurament per a reforçar l'edifici que fou cobert per una cambra. Els enterraments tenen riques ofrenes.

Les excavacions van començar el 1964 sota direcció d'Efi i John Sakellarakis i encara continuen. Molts dels edificis estan prou ben conservats.
Al lloc de Nirou s'hi va trobar un mègaron minoic, que fou excavat el 1918 per Stephanos Xanthoudides. El 1960, Nikolaos Platon va fitar el lloc i va restaurar l'edifici.
Altres troballes a Archanes són: l'edifici de l'Anemóspilia, l'edifici de Nirou Chani, i la vila minoica de Vathypetro.